# Tilman Riemenschneider (Oper)
Tilman Riemenschneider ist der Titel einer Oper von Casimir von Pászthory. Sie gilt als sein wichtigstes Werk und schildert das Leben des berühmten Bildhauers Tilman Riemenschneider.

## Handlung

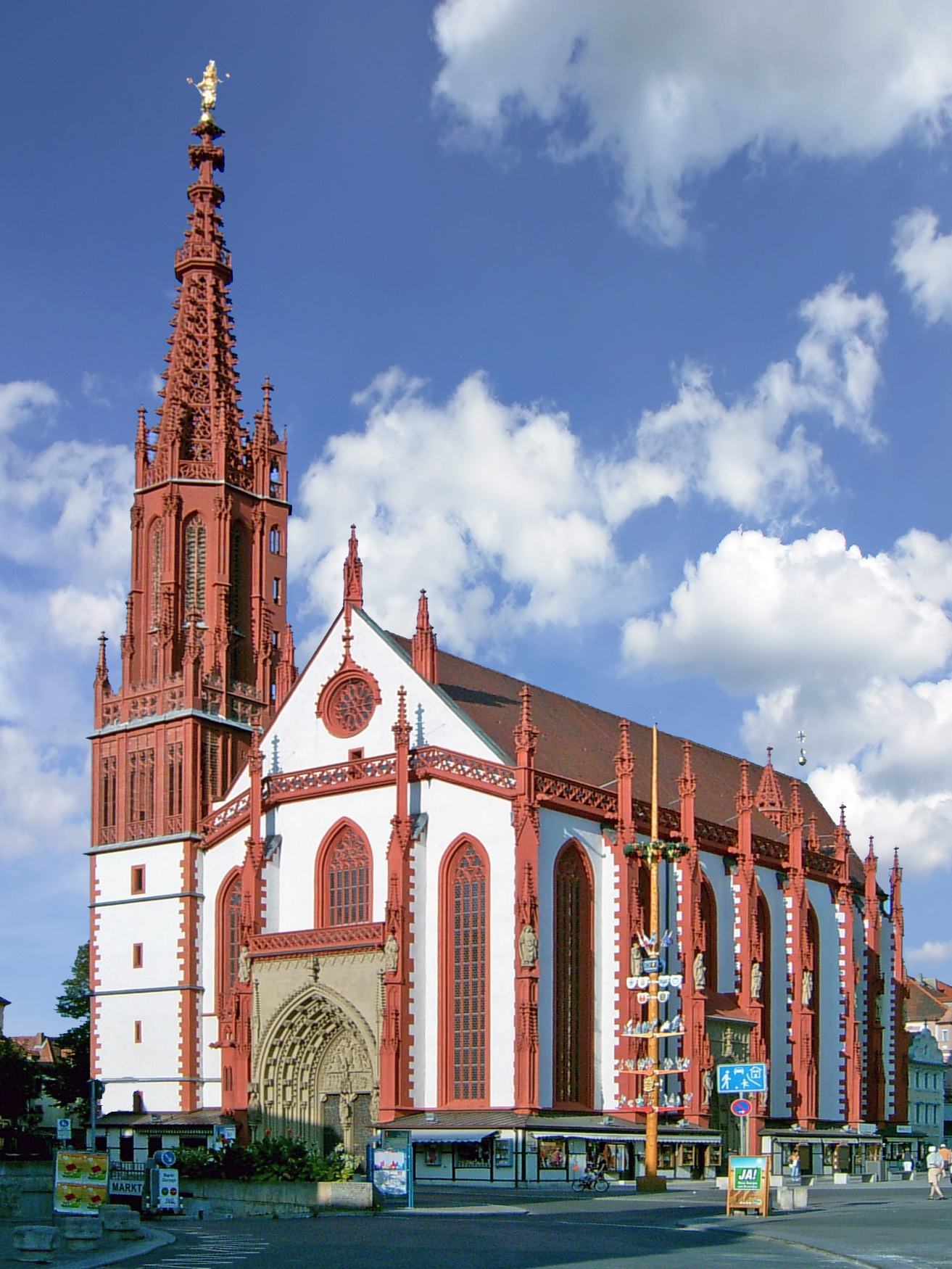
Marienkapelle in Würzburg

Während Tilman Riemenschneider mit seinen Gesellen Linhart und Peter an einem von Münnerstadt bestellten Werk arbeitet, erhält er vom Ratsherrn Martin Krontal den Auftrag, für die Stadt Würzburg am Portal der Marienkapelle Adam und Eva in Stein zu hauen. Der Künstler entschließt sich, die beiden Figuren wie Gott sie geschaffen hat, darzustellen, um dem Domherrn von Thüngen, der von deutscher Kunst nichts hält, zu zeigen, was ein Deutscher zustande bringt. Hans und Maria, die den Meister liebt, bieten sich zum Modellstehen an. Konrad von Thüngen erfährt durch Hans, der ihm zu Diensten steht, wer Modell gestanden hat, und möchte Maria für sich gewinnen. Das Mädchen aber will von ihm nichts wissen und weist den Zudringlichen ab, obwohl dieser droht, Riemenschneiders Bewerbung um eine RatsherrnsteIle zu vereiteln. Der Domherr bleibt wütend zurück, versucht, über Hans an Maria heranzukommen, und lässt rebellierende Bauern hart bestrafen.
Als sich auch Peter und Linhart über die nackte Eva erregen, ist Maria getroffen und bittet Tilman um Urlaub. Der Meister möchte sein Mündel, das er zur Frau begehrt, gerne behalten, gibt aber Marias Wunsch nach.
Der Bischof von Scherenberg verhört Riemenschneider, der ihn überzeugen kann, nichts Unrechtes getan zu haben. Der Bischof entlässt den Künstler gnädig und empfiehlt sterbend, nicht den Domherrn Thüngen, sondern Lorenz von Bibra zu seinem Nachfolger zu wählen.
Zehn Jahre sind vergangen, die Bauern durch schlechte Behandlung immer unruhiger geworden. Aufrührer, Ablassprediger und Wallfahrer durchziehen die Länder. Riemenschneider begegnet Maria auf einer Wallfahrt wieder, dieses Mal folgt das Mädchen seinen Werbungen und wird seine Frau.
Wieder sind zehn Jahre vergangen. Konrad von Thüngen ist Bischof und Herzog geworden, er verübelt Tilman, der inzwischen zum Bürgermeister gewählt wurde, immer noch, dass er seine Wahl so lange verhindert hat. Weil der Bischof glaubt, der Bürgermeister begünstige den seit einigen Wochen ausgebrochenen Bauernaufstand, will er ihn festnehmen lassen, doch Würzburgs Bürger und Geyers in die Stadt eingedrungenen Landsknechte sowie Bauern befreien den Gefangenen und zwingen Thüngen zur Flucht.
Der Bauernaufstand ist niedergeschlagen worden, der Bischof hält blutige Rache und hartes Gericht. Auch Riemenschneider wird, obwohl er unschuldig ist, gefoltert. Maria bittet vergeblich um Gnade. Der Meister wird, weil ihm keine Schuld nachzuweisen ist, befreit, seine Hände, die gebrochen wurden, versagen den Dienst. Visionär verkündet der tiefgetroffene Künstler allen heute noch geknechteten Menschen eine bessere Zukunft.

## Hintergrund
Mit seiner Riemenschneider-Oper, deren Partitur 1942 vollendet vorlag, wollte Pászthory ein vollausgereiftes Meisterwerk vorlegen, in dessen musikdramatischen Impetus die Erfahrungen eines langen Komponistenlebens eingegangen waren. Die Zeitumstände verzögerten jedoch eine sofortige Aufführung des Werks um ganze zehn Jahre. Erst 1952 kam es während der Festspiele in Salzburg mit prominenten Kräften der Wiener Staatsoper (Paul Schöffler, Hilde Güden, Oskar Czerwenka, Szemere) zu einer Rundfunkproduktion des Stücks, die zumindest über den Äther weiteste akustische Verbreitung fand. Zu einer szenischen Aufführung kam es erst im Jahre 1957 im Basler Stadttheater mit den prominenten Sängern Montserrat Caballé und Matti Lehtinen in den tragenden Partien.
Wiederholt ist der Einwand vorgebracht worden, Pászthorys Riemenschneider habe in Konkurrenz mit der Vertonung eines ähnlichen Stoffes durch Paul Hindemith in Mathis der Maler schon um der Priorität willen ins Hintertreffen geraten müssen. Dazu ist zu sagen, dass Pászthory mit Sicherheit Hindemiths Oper während der Komposition seines eigenen Werks nicht gekannt hat. Ferner sind beide Stücke in ihrer geistigen wie künstlerischen Grundlegung sehr verschieden, von den Unterschieden der Handlung und des Details ihrer Libretti ganz zu schweigen. Gemeinsam haben beide Bühnenwerke allenfalls die musikdramatische Auseinandersetzung mit der Gestalt und Problematik des deutschen Künstlers, was schließlich beide wiederum mit Pfitzners Palestrina, der einige Jahrzehnte früher vollendet vorlag, gemeinsam haben.
Casimir von Pászthory hatte seiner Riemenschneider-Oper als geistiges Thema die Idee der reinen Menschlichkeit zugrunde gelegt, um sie an zwei extremen Episoden aus dem Leben des Künstlers Riemenschneider theatralisch sinnenhaft zu exemplifizieren. Die erste zeigt das Ringen des Malers und Bildhauers an der Wende zwischen Gotik und Renaissance um die Darstellung des unverhüllten Menschenleibes; die zweite zeigt Riemenschneider als Bürger, der sich der Sache der Bauern in ihrem Kampf um Freiheit und Menschenrechte annimmt. Das Werk endet tragisch mit einem gemarterten Riemenschneider, dessen Hände von der Tortur zerbrochen sind, der aber dennoch unerschüttert an das Gute im Menschen glaubt:

„Die Welt wird auferstehen;
von allem Wilden, Ungebärdigen befreit
im Dienste reiner Menschlichkeit!“

Anlässlich des 1 300-jährigen Jubiläums der Stadt Würzburg, die lange eine Wirkungsstätte Riemenschneiders war, wurde die Oper im Jahre 2004 wiederaufgeführt.